# Чемпионат СССР по современному пятиборью среди женщин 1986
II чемпионат СССР по современному пятиборью среди женщин 1986 года прошёл в Москве с 5 по 9 июля. Соревнования проводились в рамках Игр доброй воли.
Соревнования награды разыгрывались только в личном первенстве. По итогам этих соревнований была сформирована сборная команда СССР для участия в Чемпионате мира, который должен был пройти с 6 по 10 августа 1986 года в городе Монтекатини-Терме  Италия.

## Чемпионат СССР. Женщины. Личное первенство
| Дисциплина        | Золото                                        | Серебро                                          | Бронза                                        |
| Личное первенство | Татьяна Чернецкая · Вооруженные Силы · Москва | Жанна Горленко · Динамо · Гомель Белорусская ССР | Марина Наумова · Спартак «Профсоюзы» · Москва |

- Итоговые результаты.

| Место | Спортсмен        | Республика, город, спортивное общество | Сумма очков |
| ----- | ---------------- | -------------------------------------- | ----------- |
| 1.    | Татьяна Ченецкая | Москва, «Вооруженные Силы»             | 5280        |
| 2.    | Жанна Горленко   | Белорусская ССР, «Динамо»              | 5045        |
| 3.    | Марина Наумова   | Москва, «Спартак» Профсоюзы            | 5014        |